# Мамієв Олег Анатолійович
Мамієв Олег Анатолійович (англ. Мамиев Олег Анатольевич; 1977—2018) — російський найманець, член терористичної організації Донецька народна республіка. Відомий за позивним Мамай. Ліквідований 17 травня 2018 року.

## Біографія
Народився 12 грудня 1977 року у Владикавказі в Північній Осетії.
Володів охоронною, а за сумісництвом колекторською, фірмою.
У 2008 році брав участь у вторгненні російських військ на територію Грузії. Співпрацював з тодішнім президентом Південної Осетії Едуардом Кокойти.
Брав участь в Російсько-українській війні з травня 2014 року. Спершу був членом терористичного батальйону «Восток». Був особистим охоронцем Олександра Ходаковського. З листопада 2016 року став командиром терористичного батальйону «Пятнашка». Брав участь у боях в Донецькому аеропорті, за Мар'їнку та в Авдіївській промзоні.
17 травня 2018 року під час боїв в Авдіївській промзоні отримав осколкове поранення від пострілу гранатомета та помер у госпіталі.